# KK Kumanovo
El KK Kumanovo 2009 (en macedonio: КК Куманово 2009) es un club de baloncesto profesional de la ciudad de Kumanovo, que milita en la Prva Liga, la máxima categoría del baloncesto macedonio. Disputa sus partidos en el Sports Hall Kumanovo, con capacidad para 5000 espectadores. El club es propiedad del municipio de Kumanovo.

## Historia
El KK Kumanovo se fundó en 1946. El club tuvo momentos brillantes, pero también una gran crisis. El club dejó de existir en 2003 debido a la crisis financiera que azotaba las arcas del club. Esto significó la salida de los mejores jugadores del equipo y la desintegración gradual del club, acción que golpeó duro a la ciudad de Kumanovo. El baloncesto en Kumanovo siguió con un equipo juvenil entrenado por Strašo Todorović. Este club no sólo fue importante en Macedonia del Norte, sino también en los Balcanes y podríamos decir que hasta en Europa. Jugadores muy buenos han estado en Kumanovo, formándose parte de esos buenos jugadores en el conjunto macedonio. El club se volvió a refundar en 2009, adoptando su nombre actual KK Kumanovo 2009.
En 1980 ganaron la Liga de la República de Macedonia, en 2013 llegaron a la Final-Four de la Balkan League y fueron subcampeones de la Copa de Baloncesto de Macedonia del Norte, quedando subcampeones de la Prva Liga en 2002, 2015 y 2016.

## Posiciones en liga
| - 1998: 4º - 1999: 2º - 2000: 4º - 2001: 4º - 2002: 2º - 2006: 3º-(2) - 2009: (3) | - 2010: (2) - 2011: 7º-(Superleague) - 2012: 5º - 2013: 4º - 2014: 5º - 2015: 3º - 2016: 3º |

## KK Kumanovo en competiciones europeas
Copa Korać 1998/1999
| 1ª ronda | KK Kumanovo | Krka | 53-64 | 75-54 |  |

Copa Korać 2000/2001
| 1ª ronda | KK Kumanovo | Yambol | 80-82 | 104-78 |  |

FIBA Europe Cup 2015-16
| Fase de grupos | Türk Telekom | KK Kumanovo | 93-71 | 75-84 |
| Fase de grupos | KK Kumamovo  | KTP         | 88-78 | 88-82 |
| Fase de grupos | Rosa Radom   | KK Kumamovo | 84-75 | 73-89 |

## KK Kumanovo en la Balkan League
| Equipo           | 2012/2013               | 2013/2014                     | 2014/2015                       |
| Balkan Botevgrad | No participó            | 87-73 / 96-69                 | No participó                    |
| Đuro Đaković     | 83-67 / 84-77           | No participó                  | No participó                    |
| Galil Gilboa     | 74-66 / 81-61 / 85-76   | 99-92 / 94-72                 | No participó                    |
| Kavala           | 94-92 / 95-62           | No participó                  | No participó                    |
| Kožuv            |                         | 74-58 / 104-86                |                                 |
| Levski Sofía     | 87-80 / 103-66          | 85-92 / 88-82 / 74-74 / 86-95 | No participó                    |
| Mornar Bar       | 71-69 / 92-71           | No participó                  | 92-84 / 86-88                   |
| Peja             | No participó            | 93-85 / 81-75                 | 83-93 / 89-88                   |
| Rilski Sportist  | 114-117 / 88-75 / 77-85 | No participó                  | 89-82 / 90-95 / 97-85 / 101-107 |
| Sigal Prishtina  | No participó            | 78-89 / 75-60                 |                                 |
| Sutjeska         | No participó            | No participó                  | 97-87 / 83-86                   |
| Teodo Tivat      | 96-90 / 79-95           | 92-108 / 67-72                | 76-93 / 70-74                   |
| U.Craiova        | No participó            | 73-60 / 80-76                 | 81-79 / 74-75                   |
| Posición         | 4º                      | 5º                            | 5º                              |
| Resultado        | (7-9)                   | (6-11)                        | (10-4)                          |

## Palmarés
- Campeón de la Liga de la República de Macedonia

1980
- Campeón de la Vtora Liga (2ª Div)

2010
- Subcampeón de la Prva Liga

2002, 2015, 2016
- Subcampeón de la Copa de baloncesto de Macedonia

2013
- Final-Four de la Balkan League

2013

## Jugadores destacados
| - Ivica Vukotić - Anton Haralanov - Marino Šarlija - Goce Andrevski - Pero Blazevski - Ivica Dimčevski - Goran Dimitrijevic - Borče Domlevski - Vladimir Georgievski - Marjan Ilievski - Marjan Janevski - Budimir Jolović - Nikola Karakolev - Gjorgji Knjazev - Aleksandar Kostoski - Mirza Kurtović - Igor Mihajlovski | - Antonio Minevski - Dimitar Mirakovski - Boris Nešović - Dzaner Osman - Zoran Petkovski - Darko Radulović - Emil Rajković - Marko Simonovski - Darko Stanimirović - Srdjan Stanković - Marjan Srbinovski - Aleksandar Šterjov - Dejan Trajanovski - Bojan Trajkovski - Igor Bijelić - Miko Golubovic - Žarko Rakočević | - Nemanja Vranješ - Radoje Vujoševic - Georgi Egorov - Blaž Ručigaj - Aleksandar Andrejević - Saša Avramović - Branislav Đekić - Gojko Džaković - Vladimir Filipović - Nikola Glišović - Milan Janjušević - Nemanja Jelesijević - Uroš Luković - Vukašin Mandić - Darko Matić (baloncestista nacido en 1984) - Dejan Mikić | - Nenad Mišanović - Ivan Mišković - Danilo Negovanović - Ratko Petrić - Uroš Petrović - Djordje Prstojević - Nikola Radojičić - Philip Brooks - Malik Ausean Evans - Tyler Hines - Anthony Lee-Ingram - Brian Oliver (baloncestista nacido en 1990) - Royce Parran - Will Regan - Dimitar Karadzovski - Ivica Blagojević |

## Entrenadores
- Aleksandar Todorov
- Steruli Andonovski
- Goran Dimitrijević
- Marjan Srbinovski
- Strašo Todorović
- Ljubisav Luković